# Малый Эртиль
Малый Эртиль (Малый Эртил) — река в России, протекает в Воронежской области, Тамбовской области. Устье реки находится в 20 км по правому берегу реки Эртиль. Длина реки составляет 47 км, площадь водосборного бассейна 288 км². 

## Данные водного реестра
По данным государственного водного реестра России, относится к Донскому бассейновому округу, водохозяйственный участок реки — Битюг, речной подбассейн реки — бассейны притоков Дона до впадения Хопра. Речной бассейн реки — Дон (российская часть бассейна).
По данным геоинформационной системы водохозяйственного районирования территории РФ, подготовленной Федеральным агентством водных ресурсов: 
- Код водного объекта в государственном водном реестре — 05010100912107000003972
- Код по гидрологической изученности (ГИ) — 107000397
- Код бассейна — 05.01.01.009
- Номер тома по ГИ — 07
- Выпуск по ГИ — 0